# Prinsesse Margrethes bryllup
Prinsesse Margrethes bryllup er en dansk dokumentarfilm fra 1967 instrueret af Ole Roos. Paul Hammerich har medvirket ved tilrettelæggelsen. Filmen blev bestilt af den danske stat og er produceret af Laterna film. 
Filmen havde biografpremiere den 30. juni 1967 i biografen Alexandra i København.

## Handling
En film om alle de begivenheder, der finder sted omkring tronfølger Prinsesse Margrethe og Prins Henriks bryllup den 10. juni 1967. Først ses forberedelserne dagene forud - garderhusarerne holder generalprøver i Københavns gader, der trykkes frimærker og nye mønter, fotostater hænges op, gaverne stilles frem, festteltet i Fredensborg Slotspark rejses, en venskabskamp mellem et dansk og et fransk fodboldhold under overværelse af tronfølgerparret spilles i Idrætsparken, de udenlandske bryllupsgæster fra monarkierne rundt om i Europa modtages i Kastrup, mad og bryllupskagen forberedes samt blomsterdekorationer. Så er vi med til vielsen i Holmens Kirke, hvortil kronprinsessen ankommer i karet og føres op ad kirkegulvet af sin far. De nygifte kører gennem byen i karet og hilser efter turen på de mange tusinder af fremmødte på Amalienborg Slotsplads fra balkonen. I Rolls Royce kører de afsted til bryllupsfesten på Fredensborg. Her er der opstilling til det store familiebillede på slotstrappen. Prins Henrik holder tale for sin brud - på dansk. Til slut brudevals og parrets afrejse med kongeskibet fra Københavns Havn.
Begivenhederne kommenteres vittigt af Clara Pontoppidan og Karen Berg som Tante Et og Tante To.